# 2000
Rok 2000 (MM) gregoriánského kalendáře začal v sobotu 1. ledna, skončil v neděli 31. prosince a byl přestupný. Byl také posledním rokem 2. tisíciletí a 20. století.

## Události

### Česko
- 1. ledna – Začalo fungovat 14 nových samosprávných krajů.
- 1. března – Komerční spuštění třetího mobilního operátora Oskar od Českého Mobilu (dnešní Vodafone Czech Republic).
- v dubnu – Založena akciová společnost Škoda Holding.
- v květnu vypukla tzv. Aféra Olovo.
- 9. května – Společnost AHOLD Czech Republic, a.s. začala provozovat supermarkety Albert, které nahradily řetězce Mana a Sesam.
- 14. května – Čeští hokejisté získali na Mistrovství světa v ledním hokeji v Petrohradě zlaté medaile.
- 27. května – Při vichřici spadla památná Semtinská lípa.
- v září – Kongres Mezinárodního měnového fondu.
- 26. září – Protiglobalizační demonstrace v Praze.
- 12. listopadu – Proběhly krajské a senátní volby.
- 12. listopadu – dalšími statutárními městy se staly Jihlava, Kladno a Most.[1]
- 20. prosince – Vypukla krize v České televizi.
- 21. prosince – První blok Jaderné elektrárny Temelín byl poprvé připojen do rozvodné sítě.
- Dokončení přestavby pražského Smíchova.

### Svět

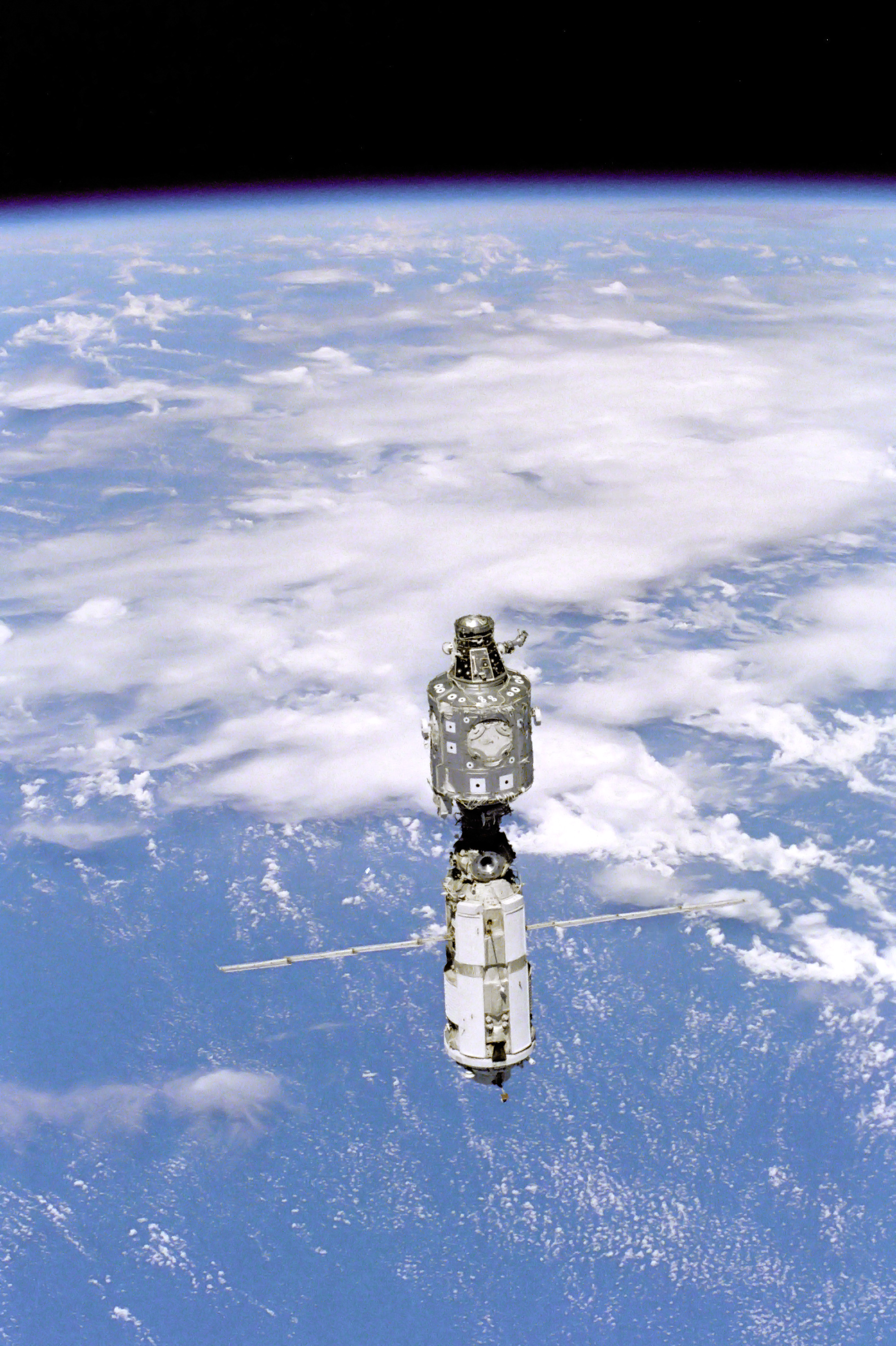
Zárodek ISS v roce 1999, moduly Zarja a Unity

- 3. února – National Geographic na tiskové konferenci připustil, že jím oznámený objev zkameněliny opeřeného dinosaura rodu Archaeoraptor, který měl být chybějícím článkem mezi dinosaury a ptáky, je ve skutečnosti padělkem.
- 17. února – Microsoft uvedl na trh Windows 2000.
- 29. února – Rusko obsadilo poslední město, které dosud zůstávalo v čečenských rukou – Šatoj.
- 1. března – Moldavsko vstoupilo do Eurocontrolu.
- 16. července – Proběhlo zatmění Měsíce.
- 25. července – Pád letadla Concorde společnosti Air France v Paříži, zemřelo 113 lidí (109 na palubě letadla, 4 na zemi)
- 15.–20. srpna – Proběhly Světové dny mládeže v Římě.
- 14. září – Microsoft vydal Windows Me.
- 5. října – Kvůli zfalšování výsledků prezidentských voleb vypukly v Bělehradě demonstrace, které vedly k rezignaci prezidenta Slobodana Miloševiče.
- 12. října – V Jemenu došlo k útoku na americký torpédoborec USS Cole, z jehož přípravy je podezřelá al-Kajdá.
- 2. listopadu – Na Mezinárodní vesmírnou stanici vstoupila první stálá posádka.
- 6. listopadu – Irák začíná s ropou obchodovat v Euro.[2]
- 7. listopadu – Prezidentské volby v USA.
- 11. listopadu – V rakouském Kaprunu 155 lidí uhořelo v pozemní lanovce.
- 30. listopadu – Indická herečka Priyanka Chopra zvítězila v 50. ročníku soutěže krásy Miss World.
- 11. prosince – Státy Evropské unie byla podepsána smlouva z Nice.
- 12. prosince – Český premiér Miloš Zeman a rakouský kancléř Wolfgang Schüssel podepsali Protokol z Melku o jaderné elektrárně Temelín.
- Sat.1 se spojila s Pro 7.
- Mikuláš Dzurinda založil novou politickou stranu – Slovenskou demokratickou a křesťanskou unii.
- Bill Gates odešel z pozice generálního ředitele společnosti Microsoft.
- Slovensko vstoupilo do Organizace pro hospodářskou spolupráci a rozvoj.
- Africká unie přijala ustavující smlouvu.
- Abdiqasim Salad Hassan se stal prezidentem přechodné národní vlády Somálska.
- 15. prosince došlo k vypnutí posledního reaktoru v Černobylu. Stalo se tak ve 13:16. Jednalo se o reaktor typu RBMK-1000

## Vědy a umění
- 1. ledna – Založena Univerzita Tomáše Bati ve Zlíně.
- v únoru – Vyšel internetový básnický almanach Adieu 2000.
- 13. dubna – činnost skupiny Narvan ukončila tragická dopravní nehoda, při níž zahynuli zpěvák Mario Feinberg a kytarista Martin Pokora.
- v květnu – Viděno ze Země se seřadilo 5 nejjasnějších planet uvnitř úhlu 20° od Slunce. Pro přílišnou blízkost Slunci nebylo možno úkaz pozorovat.
- v červnu – Firma Sun Microsystems založila Open Source projekt NetBeans.
- Starobylé čínské vesnice Si-ti a Chung-cchun v provincii An-chuej, byly zapsány na seznam světového dědictví UNESCO.
- Intel představil Pentium 4 – 42 milionů tranzistorů a frekvence 1,5 gigahertzu.
- Praha byla zvolena jedním z evropských měst kultury (pro rok 2000).
- Objevena pátá lidská chuť umami.

## Nobelova cena
- Nobelova cena za fyziku – Žores Ivanovič Alfjorov, Herbert Kroemer, Jack Kilby
- Nobelova cena za chemii – Alan J. Heeger, Alan MacDiarmid, Hideki Širakawa
- Nobelova cena za fyziologii a lékařství – Arvid Carlsson, Paul Greengard, Eric Kandel
- Nobelova cena za literaturu – Kao Sing-ťien
- Nobelova cena míru – Kim Te-džung
- Nobelova pamětní cena za ekonomii – James Heckman, Daniel McFadden

## Narození

### Česko
- 05. ledna – David Doležal, fotbalový záložník
- 09. ledna – Jakub Sochor, pistolový sportovní střelec
- 06. ledna – Milan Antoš, lední hokejový obránce
- 26. ledna – Tadeáš Bača, politik a zastupitel města Mohelnice
- 31. ledna – Tereza Sásková, cyklistka na horském kole
- 01. února – Tomáš Solil, fotbalový záložník
- 02. února – Tomáš Mikyska, juniorský reprezentant v biatlonu
- 05. února – Tomáš Ostrák, fotbalový záložník
- 09. února – Matěj Valenta, fotbalový záložník a mládežnický reprezentant
- 10. února
  - Vladimír Neuman, fotbalový brankář
  - Matěj Pekař, hokejový útočník
- 14. února – Ondřej Pachlopník, fotbalový záložník
- 16. února – Jan Štibingr, lední hokejista
- 17. února – Eva Matějovská, zpěvačka a herečka
- 21. února – Kateřina Galíčková, trojková basketbalistka
- 26. února – David Balda, filmový režisér, kameraman a scenárista
- 18. března – Vojtěch Patrák, fotbalový útočník
- 28. března – Jakub Lauko, hokejový útočník
- 30. března – Teri Blitzen, youtuberka
- 01. dubna – Barbora Seemanová, plavkyně
- 17. dubna – Michal Kvasnica, hokejový útočník
- 02. května – Aneta Měšťanová, modelka
- 03. května – Beáta Hrnčiříková, herečka
- 12. května
  - Barbora Havlíčková, běžkyně na lyžích
  - Andrea Stašková, fotbalistka
- 13. května – Tomáš Vajner, fotbalový brankář
- 14. května – Jakub Čech, studentský aktivista a novinář
- 21. května – Jan Mičán, hokejový brankář
- 26. května – Libor Zábranský, hokejový obránce
- 31. května
  - Matěj Blümel, lední hokejista
  - Tereza Voborníková, juniorská biatlonistka
  - Renata Zachová, judistka
- 01. června – Jaroslav Brož, lední hokejista
- 06. června – Michal Bořánek, orientační běžec
- 17. června – Jan Mahr, fotbalový obránce či záložník
- 18. června – Šimon Jelínek, lední hokejista
- 19. června
  - Anastázie Chocholatá, herečka
  - Vít Krejčí, basketbalista
  - Robin Všetečka, lední hokejista
- 22. června – Lukáš Dostál, hokejový brankář
- 24. června
  - David Heidenreich, fotbalový obránce hrající za S.P.A.L
  - Denisa Spergerová, vítězka soutěže krásy Miss Czech Republic ze 7. února 2019
- 25. června – Matěj Burian, sportovní lezec
- 29. června – Eliška Hojná, orientační běžkyně
- 04. července – Pavel Schejbal, sportovní střelec z pistole
- 9. července – Anežka Sládková, ragbistka
- 20. července – Denny Samko, fotbalový záložník
- 28. července – Karel Plášek, hokejový útočník
- 03. srpna – Jana Peterová, orientační běžkyně
- 7. srpna – David Jurásek, fotbalista
- 22. srpna – Michal Beran, fotbalista
- 22. srpna – Vojtěch Přívětivý, rozhlasový moderátor
- 26. srpna – Filip František Červenka, televizní herec
- 09. září – Karel Vacek, profesionální silniční cyklista
- 15. září – Jan Jeník, lední hokejista
- 18. září – Vendula Beránková florbalistka
- 22. září – Martin Janáček, fotbalový brankář
- 08. října
  - Denisa Biskupová, herečka
  - Jan Váňa, hudebník, básník a kytarista
- 10. října – Daniel Horák, fotbalový obránce
- 13. října – Tomáš Macháč, tenista
- 17. října – Tereza Balonová, zpěvačka, muzikantka, textařka a skladatelka
- 22. října – Michal Fukala, fotbalový obránce
- 29. října – David Strnad, spisovatel
- 26. listopadu – Kristian Michal, fotbalový záložník
- 01. prosince – BoLs/sLoB, zpěvák, rapper, skladatel a producent elektronické hudby
- 11. prosince – Petr Čajka, lední hokejista
- 12. prosince – Lukáš Hlouch, baseballista
- 17. prosince – Vojtěch Střondala, lední hokejista
- 24. prosince – Roman Málek, hokejový brankář
- 29. prosince – Pavel Šulc, fotbalový záložník a mládežnický reprezentant působící v klubu FC Viktoria Plzeň
- ? – Lucie Myslíková, brněnská skautka a sympatizanta anarchokomunistické organizace Antifa

### Svět

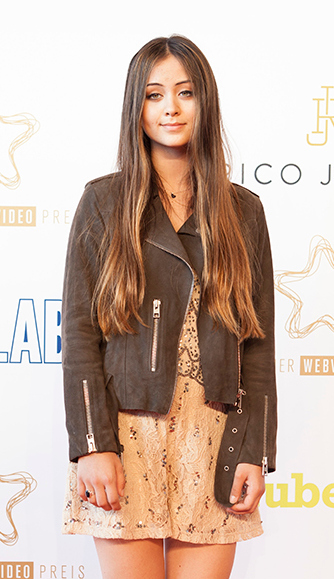
Jasmine Thompson (* 8. listopadu)

- 03. ledna – Liam Kirk, britský lední hokejista
- 04. ledna – Max Aarons, anglický fotbalista
- 08. ledna – Noah Cyrus, sestra zpěvačky Miley Cyrus, dětská herečka
- 13. ledna – Jack Crowley, irský ragbista
- 18. ledna – Andrés Balanta, kolumbijský fotbalista († 29. listopadu 2022)
- 24. ledna – Ben Johnson, anglický profesionální fotbalista
- 25. ledna – Remco Evenepoel, belgický cyklista
- 26. ledna
  - Ester Expósito, španělská herečka a modelka
  - Nuno Tavares, portugalský fotbalista
- 27. ledna
  - Morgan Gibbs-White, anglický profesionální fotbalista
  - Aurélien Tchouaméni, francouzsko-kamerunský fotbalista
- 28. ledna
  - Christian Früchtl, německý fotbalista
  - Dušan Vlahović, srbský fotbalista
- 01. února
  - Filip Schenk, italský sportovní lezec
  - Kun Temenužkov, bulharský fotbalista
- 05. února – Katarina Zavacká, ukrajinská tenistka
- 06. února – Conor Gallagher, anglický fotbalista
- 13. února – Vítor Ferreira, portugalský fotbalista
- 19. února – Hana Takahašiová, japonská fotbalistka
- 20. února – Kristóf Milák, maďarský plavec
- 22. února – Timothy Weah, americký fotbalista
- 23. února – Rory Darge, skotský ragbista
- 28. února – Moise Kean, italský fotbalista
- 29. února – Ferrán Torres, španělský fotbalista
- 09. března – Pedro Neto, portugalský fotbalista
- 10. března – Thiago Seyboth Wild, brazilský tenista
- 11. března – Rahaf Mohammed, saúdská aktivistka a uprchlice
- 21. března – Jace Norman, americký herec
- 24. března – Walter Wallberg, švédský akrobatický lyžař
- 25. března
  - Jadon Sancho, anglický fotbalista
  - Ozan Kabak, turecký fotbalista
- 27. března – Sophie Nélisse, kanadská herečka francouzského původu
- 31. března – Lars Lukas Mai, německý fotbalista
- 01. dubna – Rhian Brewster, anglický profesionální fotbalista a mládežnický reprezentant
- 04. dubna – Nolwenn Arc, francouzská sportovní lezkyně
- 13. dubna – Rasmus Dahlin, švédský profesionální hokejový obránce
- 20. dubna – Julija Hatouková, běloruská tenistka
- 23. dubna – Chloe Kimová, americká snowboardistka
- 24. dubna – Ivan Dolček, chorvatský fotbalista
- 25. dubna – Dejan Kulusevski, švédský fotbalista
- 26. dubna – Paolo Garbisi, italský ragbista
- 28. dubna – Eldar Šehić, bosenský profesionální fotbalista
- 08. května – Sandro Tonali, italský fotbalista
- 9. května – Ragne Wiklundová, norská rychlobruslařka
- 10. května – Destanee Aiavová, australská tenistka
- 11. května – Júki Cunoda, japonský automobilový závodník
- 15. května – Dajana Jastremská, ukrajinská tenistka
- 17. května – Raoul Bellanova, italský fotbalový obránce
- 18. května – Ryan Sessegnon, anglický fotbalový obránce
- 23. května – Šúta Tanaka, japonský sportovní lezec
- 24. května – Džun Endoová, japonská fotbalistka
- 25. května – Claire Liuová, americká profesionální tenistka čínského původu
- 28. května – Phil Foden, anglický profesionální fotbalista
- 29. května – Jelena Krasovská, ruská sportovní lezkyně
- 30. května – Jared S. Gilmore, americký dětský herec
- 01. června – Willow Shields, americká herečka a zpěvačka
- 05. června – Pierre Kalulu, francouzský fotbalista
- 07. června – Martin Trnovský, slovenský fotbalový brankář
- 09. června
  - Diego Lainez, mexický fotbalový útočník
  - Laurie Hernandezová, americká sportovní gymnastka
- 13. června – Penny Oleksiaková, kanadská plavkyně
- 16. června – Bianca Andreescuová, kanadská profesionální tenistka rumunského původu
- 19. června – Kanak Jha, americký stolní tenista
- 20. června – Mitchel Bakker, nizozemský profesionální fotbalista a mládežnický reprezentant
- 26. června
  - Ann Liová, americká profesionální tenistka čínského původu
  - Rafael Tavares, brazilský fotbalový útočník
- 28. června – Maksym Talovierov, ukrajinský fotbalista
- 29. června – Ignacio Mendy, argentinský ragbista
- 03. července – Mikkel Damsgaard, dánský profesionální fotbalista
- 05. července – Sebastian Korda, americký tenista
- 6. července – Zion Williamson, americký basketbalista
- 12. července – Vinícius Júnior, brazilský fotbalista
- 13. července – Marc Guéhi, anglický profesionální fotbalista, původem z Pobřeží slonoviny
- 14. července
  - Uta Abeová, japonská judistka
  - Zion Williamson, americký basketbalista
- 17. července – Nico Liersch, německý televizní a filmový herec
- 19. července – Adama Diamé, francouzský fotbalový útočník
- 21. července
  - Mia Krampl, slovinská sportovní lezkyně
  - Erling Haaland, norský fotbalista
- 28. července – Emile Smith Rowe, anglický profesionální fotbalista
- 29. července – Yacine Adli, francouzský fotbalista
- 02. srpna – Varvara Gračovová, ruská tenistka
- 05. srpna – Jonas Auer, rakouský fotbalový záložník
- 08. srpna – Félix Auger-Aliassime, kanadský profesionální tenista
- 12. srpna – Achileas-Andreas Řecký a Dánský, řecký a dánský princ
- 17. srpna – Lil Pump, americký rapper a textař
- 22. srpna – Valerija Bogdanová, ruská horolezkyně
- 25. srpna – Vincenzo Cantiello, italský dětský zpěvák
- 09. září – Victoria de Marichalar y Borbón, španělská princezna
- 10. září – Tchang Čchien-chuej, čínská tenistka
- 14. září – Ethan Ampadu, velšský profesionální fotbalista
- 16. září – Oliver Skipp, anglický fotbalový záložník
- 19. září – Jakob Ingebrigtsen, norský běžec
- 26. září – Hugo Gaston, francouzský profesionální tenista
- 27. září – Marco Bulacia Wilkinson, bolivijský rallye jezdec
- 30. září – Tariq Lamptey, anglický profesionální fotbalista
- 01. října – Kalle Rovanperä, finský rallye závodník
- 05. října
  - Matúš Vojtko, slovenský fotbalista
  - Femke Koková, nizozemská rychlobruslařka
- 10. října – Darija Bilodidová, ukrajinská judistka
- 11. října – Vita Lukan, slovinská sportovní lezkyně
- 17. října – Keita Dohi, japonský sportovní lezec
- 20. října – Giorgia Tesio, italská reprezentantka ve sportovním lezení
- 21. října – Leonie Küngová, švýcarská tenistka
- 25. října – Dominik Szoboszlai, maďarský fotbalový záložník
- 26. října – Jenson Brooksby, americký profesionální tenista
- 31. října – Willow Smithová, americká dětská herečka a zpěvačka, dcera Willa Smithe
- 02. listopadu – Alphonso Davies, kanadský fotbalista
- 07. listopadu – Callum Hudson-Odoi, anglický fotbalový útočník hrající za Chelsea
- 08. listopadu – Jasmine Thompson, britská zpěvačka a skladatelka
- 10. listopadu – Mackenzie Foy, americká dětská herečka a modelka
- 19. listopadu – Petar Ivanov, bulharský sportovní lezec
- 21. listopadu – Isabel May, americká herečka
- 23. listopadu – Jack Clarke, anglický fotbalový křídelník či hrotový útočník
- 25. listopadu – Kaja Juvanová, slovinská profesionální tenistka
- 01. prosince – Sophia Flörschová, německá automobilová závodnice
- 06. prosince – Pablo Nicolás Sebastián Urdangarín y de Borbón, španělský princ
- 15. prosince – Denis Potoma, slovenský fotbalový záložník
- 17. prosince – Wesley Fofana, francouzský fotbalista
- 19. prosince – Raffaele Storti, portugalský ragbista
- 21. prosince – Jelena Remizovová, ruská sportovní lezkyně
- 22. prosince – Joshua Bassett, americký herec a zpěvák
- 0? – Louna Ladevant, francouzský horolezec

## Úmrtí

### Česko

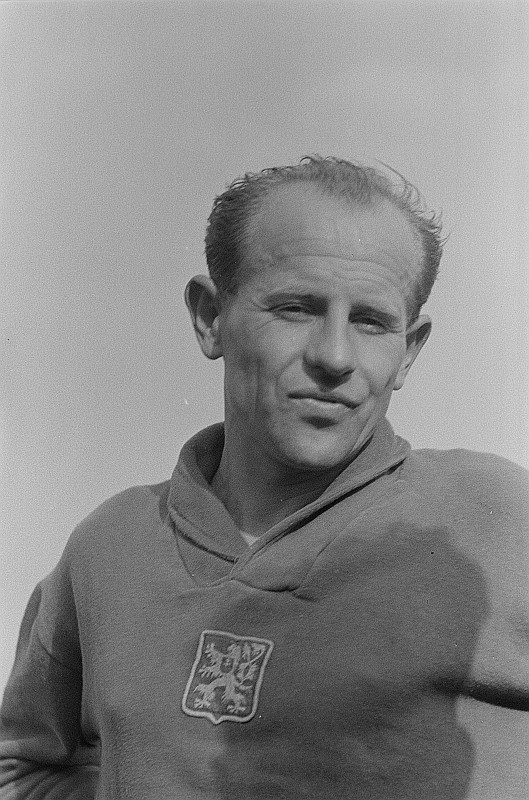
Emil Zátopek († 21. listopadu)

- 1. ledna – Heda Halířová, autorka knih pro mládež (* 13. září 1914)
- 8. ledna – Josef Šimek, kreslíř a hudebník (* 4. září 1941)
- 21. ledna – Karel Herfort, lékař, gastroenterolog (* 23. září 1906)
- 6. února – Bohuslav Klíma starší, archeolog a geolog (* 26. března 1925)
- 8. února – Vlastimil Preis, fotbalový reprezentant (* 12. února 1921)
- 9. února – Jaromír Rubeš, psychoterapeut a psychiatr (* 16. března 1918)
- 11. února – Jindřich Praveček mladší, dirigent a skladatel (* 28. června 1909)
- 19. února – Marie Glázrová, herečka (* 11. července 1911)
- 15. února – Kamila Sojková, spisovatelka (* 4. března 1901)
- 25. února – Vlastimil Koutecký, architekt a scénograf (* 1. září 1930)
- 5. března – Lubomír Emil Havlík, historik, medievalista (* 30. srpna 1925)
- 18. března – Ladislav Lis, politik (* 24. dubna 1926)
- 25. března – Vladimír Váňa, esperantista (* 15. února 1932)
- 4. dubna – Miroslav Pinc, ilustrátor knih z oblasti botaniky (* 5. července 1949)
- 8. dubna
  - Eva Sadková, filmová režisérka a scenáristka (* 16. července 1931)
  - František Šťastný, motocyklový závodník (* 12. listopadu 1927)
- 10. dubna – Jindřich Šilhán, astronom a pedagog (* 16. října 1944)
- 30. dubna – Jiří Karen, básník (* 11. června 1920)
- 5. května
  - Jan Firbas, jazykovědec, anglista (* 25. března 1921)
  - Miroslav Novák, patriarcha Církve československé (* 26. října 1907)
- 6. května – Josef Vágner, cestovatel a spisovatel (* 26. květen 1928)
- 12. května
  - Ladislav Pokorný, teolog, kněz, liturgista a spisovatel (* 22. června 1915)
  - Bohuslav Niederle, chirurg (* 28. března 1907)
- 13. května – Jarmila Urbánková, překladatelka a lyrická básnířka (* 23. února 1911)
- 16. května – Josef Starý, vysokoškolský pedagog a ministr dopravy (* 4. června 1912)
- 18. května – Josef Adámek, řezbář a akademický sochař (* 25. července 1927)
- 23. května – Inka Zemánková, swingová zpěvačka a herečka (* 14. srpna 1915)
- 24. května – Karel Vladimír Burian, spisovatel a hudební skladatel (* 23. května 1923)
- 29. května – Jana Březinová, herečka (* 18. března 1940)
- 30. května – František Trpík, voják, příslušník výsadku Glucinium (* 11. října 1914)
- 7. června – Josef Kozák, volejbalový reprezentant a trenér (* 6. března 1920)
- 12. června
  - Renáta Doleželová, česká herečka (* 2. června 1950)
  - Štěpán Benda, vysokoškolský učitel a exilový politik (* 24. února 1911)
- 13. června – Alois Jedlička, bohemista a profesor Univerzity Karlovy (* 20. června 1912)
- 19. června – Josef Istler, malíř (* 21. prosince 1919)
- 23. června – Josef Mleziva, chemický inženýr a vysokoškolský pedagog (* 20. listopadu 1923)
- 25. června – Václav Hübner, amatérský astronom a skautský pracovník (* 18. dubna 1922)
- 1. července – Karel Filsak, architekt (* 10. října 1917)
- 4. července – Vladimír Ráž, herec (* 1. července 1923)
- 5. července
  - František Bělský, sochař (* 6. dubna 1921)
  - Jiří Kosina, hudební skladatel a sbormistr (* 24. dubna 1926)
- 20. července – Pavel Eckstein, muzikolog, hudební kritik a dramaturg (* 27. dubna 1911)
- 18. srpna – Jiří Roll, režisér, herec a scenárista (* 18. května 1914)
- 31. srpna – Jaroslav Dudek, divadelní a televizní režisér (* 17. ledna 1932)
- 3. září – Oldřich Daněk, dramatik, spisovatel, režisér a scenárista (* 16. ledna 1927)
- 6. září – Jiří Sovák, herec (* 27. prosince 1920)
- 9. září – Zdeněk Míka, herec, režisér a divadelní ředitel (* 25. října 1919)
- 12. září – Václav Vojta, dětský neurolog (* 12. července 1917)
- 23. září – Václav Migas, fotbalista (* 16. září 1944)
- 26. září
  - Jaroslav Cháňa, fotbalista (* 19. prosince 1899)
  - Rudolf Janda, fotograf (* 15. září 1907)
- 1. října – Karel Teissig, malíř, ilustrátor a grafik, (* 19. dubna 1925)
- 2. října – Karel Toman, malíř, grafik a ilustrátor (* 27. února 1931)
- 4. října – Ludvík Ráža, režisér a scenárista (* 3. září 1929)
- 5. října – Ota B. Kraus, spisovatel (* 1. září 1921)
- 9. října – Ladislav Čepelák, grafik, kreslíř a ilustrátor (* 25. června 1924)
- 12. října – Věnceslav Patrovský, chemik a záhadolog (* 28. května 1926)
- 13. října – František Štěpánek, divadelní režisér (* 29. května 1922)
- 27. října – Lída Baarová, herečka (* 7. září 1914)
- 7. listopadu – Miroslav Malura, muzikolog, folklorista (* 21. března 1937)
- 9. listopadu – Jaromír Podešva, hudební skladatel a pedagog (* 8. března 1927)
- 15. listopadu – Václav Horák, fotbalový reprezentant (* 27. září 1912)
- 21. listopadu – Emil Zátopek, vytrvalec, čtyřnásobný olympijský vítěz (* 19. září 1922)
- 27. listopadu
  - Eliška Nováková, lesnická zooložka a ekoložka (* 2. července 1921)
  - Miloš Konvalinka, dirigent, skladatel a rozhlasový pracovník (* 3. ledna 1919)
- 11. prosince – Josef Jirka, hokejový reprezentant, politický vězeň (* 3. února 1926)
- 20. prosince – Jindřich Marco, fotograf a numismatik (* 10. května 1921)
- 21. prosince – Stanislav Hojný, hráč na bicí nástroje (* 14. prosince 1920)
- 24. prosince – Jiří Novotný, architekt a urbanista (* 29. dubna 1911)
- 29. prosince – Jaroslav Jakubíček, hudební skladatel a dramaturg (* 4. srpna 1929)

### Svět
- 2. ledna

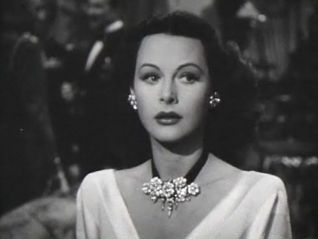
Hedy Lamarrová († 19. ledna)

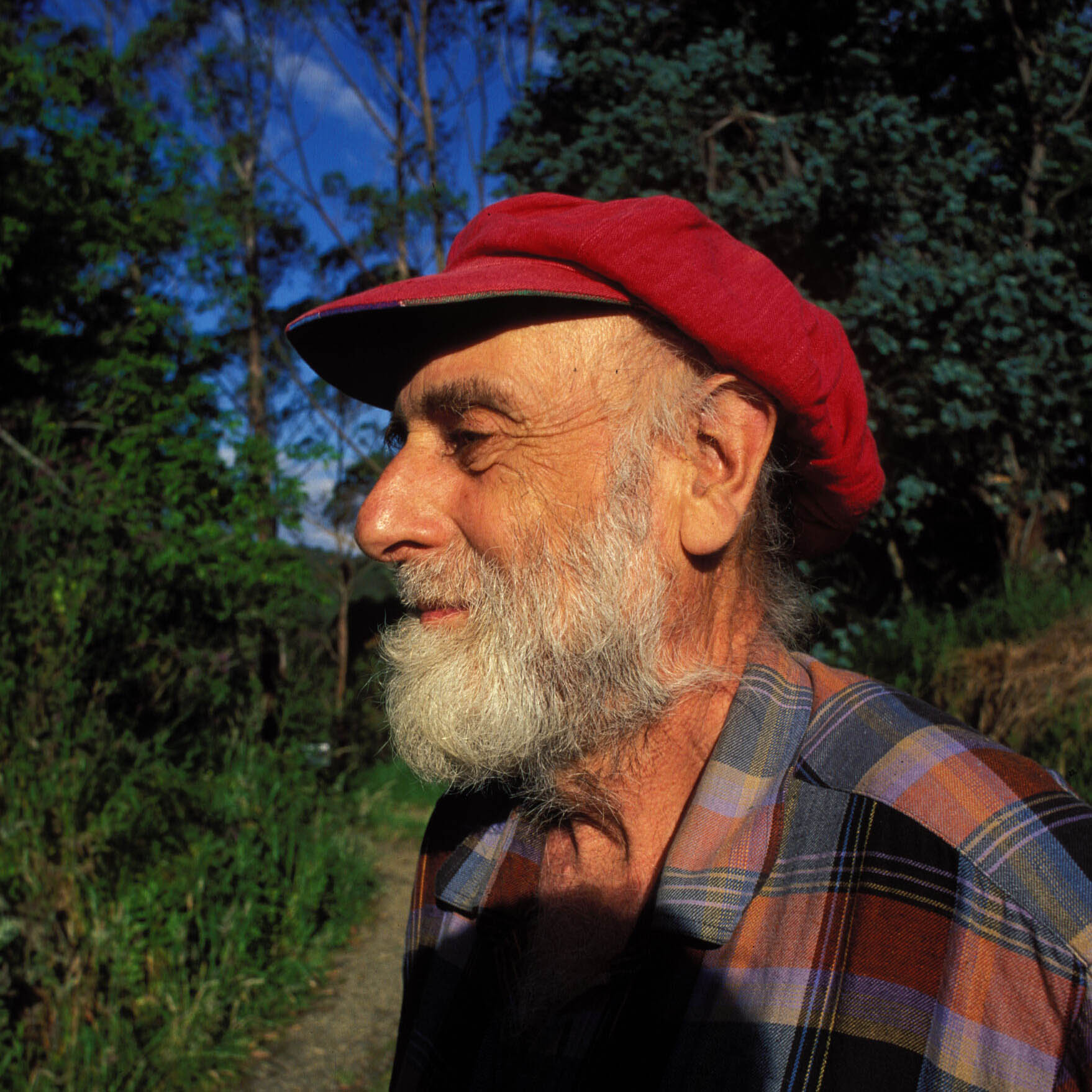
Friedensreich Hundertwasser († 19. února)

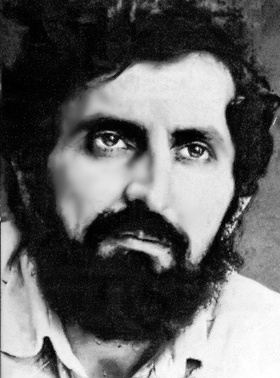
Pavel Pochylý († 25. února)

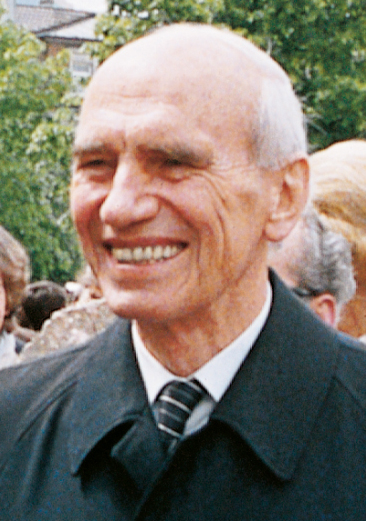
Rudolf Kirchschläger († 30. března)

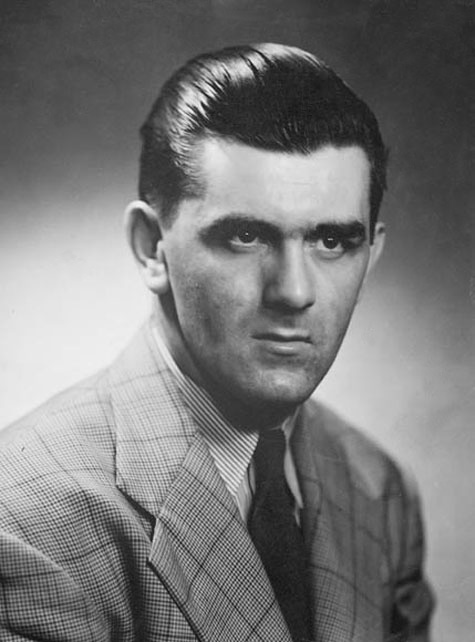
Maurice Richard († 27. května)

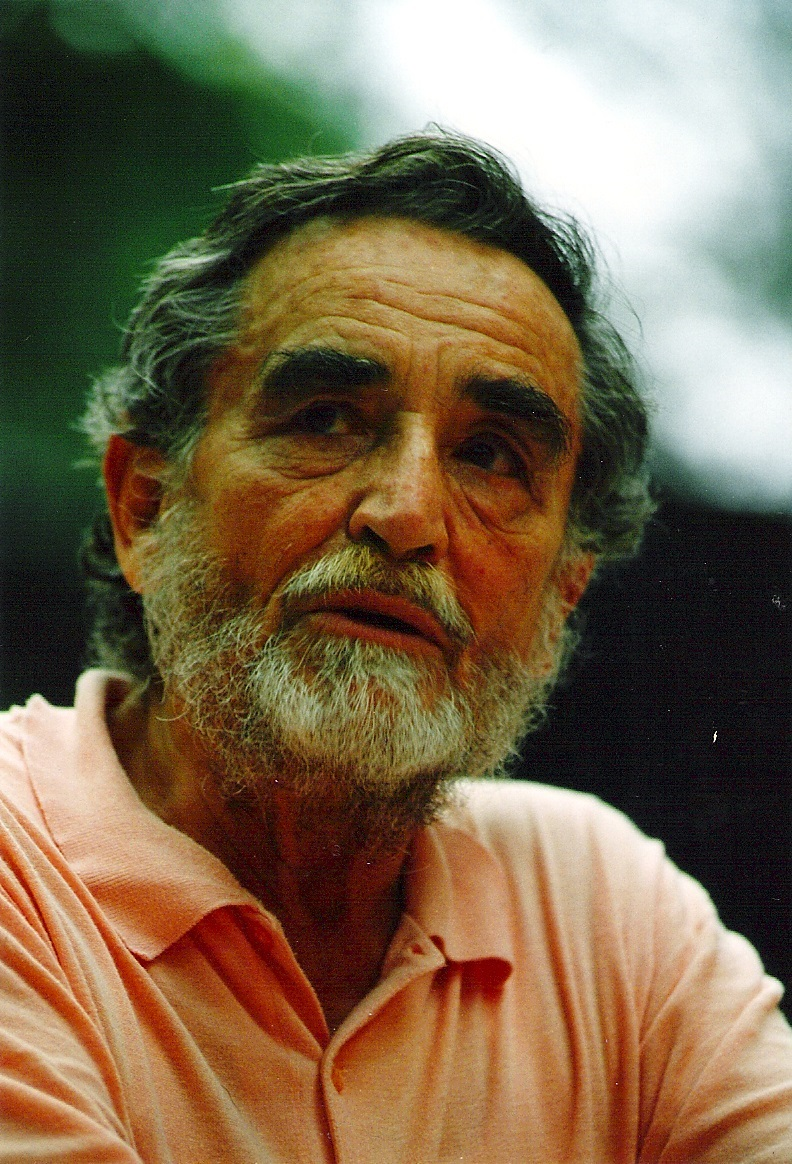
Vittorio Gassman († 29. června)

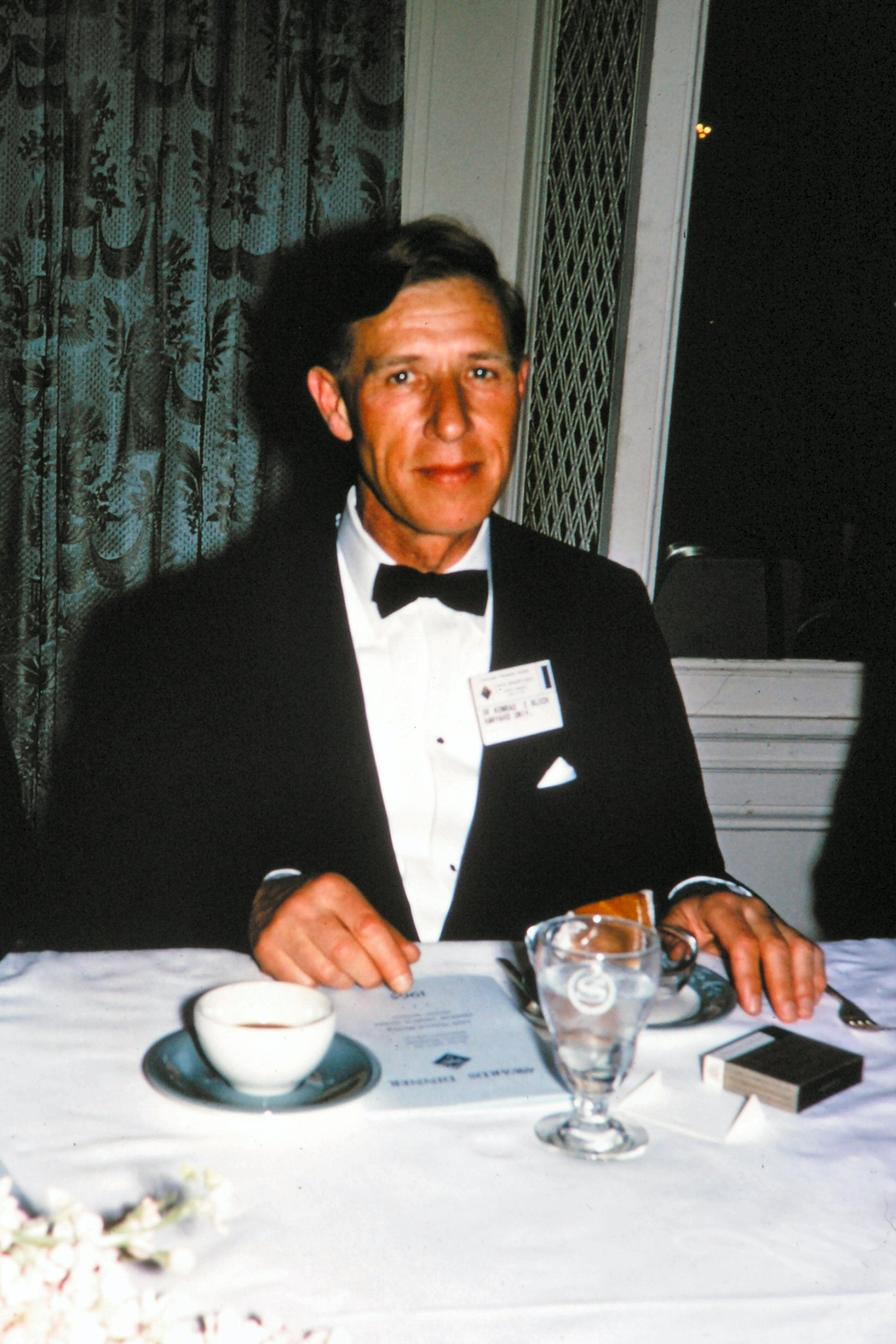
Konrad Bloch († 15. října)

  - Patrick O'Brian, anglický romanopisec (* 12. prosince 1914)
  - Marie Mercedes Bourbonsko-Sicilská, matka Juana Carlose I., krále Španělska (* 23. prosince 1910)
  - Nat Adderley, americký jazzový kornetista a skladatel (* 25. listopadu 1931)
- 5. ledna – Pavel Bunčák, slovenský básník a literární vědec (* 4. března 1915)
- 8. ledna
  - Henry Eriksson, švédský olympijský vítěz v běhu na 1500 metrů z roku 1948 (* 23. ledna 1920)
  - Ray Huang, americký historik (* 25. června 1918)
- 13. ledna
  - John Ljunggren, švédský olympijský vítěz v chůzi (* 9. září 1919)
  - Enric Valor i Vives, valencijský vypravěč a filolog (* 22. srpna 1911)
- 15. ledna – Željko Ražnatović, srbský politik, agent jugoslávské tajné služby UDBA (* 17. dubna 1952)
- 16. ledna – Gene Harris, americký jazzový klavírista (* 1. září 1933)
- 18. ledna – Július Lenko, slovenský básník a překladatel (* 10. prosince 1914)
- 19. ledna
  - Bettino Craxi, italský sociálnědemokratický politik. (* 24. února 1934)
  - Hedy Lamarrová, rakousko-americká herečka (* 9. listopadu 1913)
- 25. ledna – Antoni Adamiuk, polský katolický biskup (* 18. prosince 1913)
- 26. ledna – Don Budge, americký tenista (* 13. června 1915)
- 27. ledna – Friedrich Gulda, rakouský klavírista a skladatel (* 16. května 1930)
- 31. ledna – Martin Benrath, německý herec (* 9. listopadu 1926)
- 6. února – Steve Waller, britský rockový kytarista a zpěvák (* 30. června 1951)
- 8. února – Ion Gheorghe Maurer, předseda Rady ministrů Rumunska (* 23. září 1902)
- 9. února – Michal Maximilián Scheer, slovenský architekt (* 7. ledna 1902)
- 10. února – Jim Varney, americký herec (* 15. června 1949)
- 12. února
  - Screamin' Jay Hawkins, afroamerický zpěvák a herec (* 18. července 1929)
  - Charles Schulz, americký tvůrce komiksů (* 26. listopadu 1922)
- 19. února – Friedensreich Hundertwasser, rakouský architekt, grafik a malíř (* 15. prosince 1928)
- 23. února
  - Ofra Haza, izraelská herečka a zpěvačka (* 19. listopadu 1957)
  - Stanley Matthews, legenda anglické i světové kopané (* 1. února 1915)
- 25. února – Pavel Pochylý, slovenský horolezec (* 25. září 1945)
- 26. února – Jana Savojská, bulharská carevna, manželka Borise III. (* 13. listopadu 1907)
- 27. února – Jurij Andrejevič Tregubov, ruský spisovatel (* 4. dubna 1913)
- 10. března
  - John Thomas Sladek, americký spisovatel vědeckofantastické literatury (* 15. prosince 1937)
  - William Porter, americký olympijský vítěz v běhu na 110 metrů překážek (* 24. března 1926)
- 11. března – Kazimierz Brandys, polský spisovatel a scenárista (* 27. října 1916)
- 16. března – Pavel Prudnikau, běloruský básník a spisovatel (* 14. července 1911)
- 27. březen – Ian Dury, anglický rock and rollový zpěvák (* 12. květen 1942)
- 30. března – Rudolf Kirchschläger, rakouský prezident (* 20. března 1915)
- 31. března – Gisèle Freundová, francouzská fotografka (* 19. prosince 1908)
- 2. dubna
  - Tommaso Buscetta, sicilský mafián (* 13. července 1928)
  - Ľudovít Filan, slovenský režisér, scenárista a dramatik (* 27. ledna 1925)
- 3. dubna – Terence McKenna, americký spisovatel, filosof a etnobotanik (* 16. listopadu 1946)
- 5. dubna – Vitalij Hubarenko, ukrajinský hudební skladatel (* 13. června 1934)
- 6. dubna
  - Bertram Forer, americký psycholog (* 24. října 1914)
  - Habíb Burgiba, první tuniský prezident (* 3. srpna 1903)
- 10. dubna – Larry Linville, americký herec a komik (* 29. září 1939)
- 12. dubna – Karol Šiška, slovenský chirurg a politik (* 19. března 1906)
- 13. dubna – Giorgio Bassani, italský romanopisec, básník a esejista (* 4. března 1916)
- 16. dubna – Nína Björk Árnadóttir, islandská básnířka (* 7. června 1941)
- 18. dubna – Jicchak Berenblum, izraelský biochemik (* 26. srpna 1903)
- 20. dubna – Ivan Čajda, slovenský spisovatel (* 9. dubna 1921)
- 28. dubna – Christian Norberg-Schulz, norský historik a teoretik architektury (* 23. května 1926)
- 30. dubna –
- Poul Hartling, dánský premiér (* 14. srpna 1914),
- Richard Tsimba, zimbabwský ragbista (* 9. července 1965)
- 1. května – Steve Reeves, americký kulturista a herec (* 21. ledna 1926)
- 4. května – Hendrik Casimir, nizozemský fyzik (* 15. července 1909)
- 5. května – Gino Bartali italský profesionální cyklista (* 18. června 1914)
- 14. května – Keizó Obuči, předseda japonské vlády (* 25. června 1937)
- 15. května – Alfred Kučevskij, sovětský hokejový reprezentant (* 17. května 1931)
- 18. května – Domingos da Guia, brazilský fotbalista (* 19. listopadu 1912)
- 19. května – Jevgenij Chrunov, sovětský kosmonaut, velitel Sojuzu 5 (* 10. září 1933)
- 20. května – Jean-Pierre Rampal, francouzský flétnista (* 7. ledna 1922)
- 21. května
  - Erich Mielke, ministr pro státní bezpečnost (Stasi) NDR (* 28. prosince 1907)
  - Barbara Cartland, anglická spisovatelka (* 9. července 1901)
- 25. května – Francis Lederer, americký herec (* 6. listopadu 1899)
- 27. května – Maurice Richard, kanadský hokejový útočník (* 4. srpna 1921)
- 28. května – Vincentas Sladkevičius, litevský kardinál, kaunaský arcibiskup (* 20. srpna 1920)
- 31. května
  - Petar Mladenov, poslední prezident socialistického Bulharska (* 22. srpna 1936)
  - Erich Kähler, německý matematik (* 16. ledna 1906)
- 3. června – Merton Miller, americký ekonom, nositel Nobelovy ceny (* 16. května 1923)
- 5. června – Franco Rossi, italský filmový scenárista a režisér (* 19. dubna 1919)
- 9. června
  - Gwynne Edwards, velšský violista a pedagog (* 1909)
  - Ernst Jandl, rakouský básník, dramatik a spisovatel (* 1. srpna 1925)
- 10. června – Háfiz al-Asad, syrský prezident (* 6. října 1930)
- 11. června – Alojz Habovštiak, slovenský archeolog (* 9. května 1932)
- 19. června – Noboru Takešita, japonský premiér (* 26. února 1924)
- 21. června
  - Günther Sabetzki, prezident Mezinárodní hokejové federace (* 4. června 1915)
  - Alan Hovhaness, arménsko-americký hudební skladatel (* 8. března 1911)
- 23. června – Jerónimo Podestá, argentinský katolický kněz a biskup (* 8. srpna 1920)
- 26. června – Ken Bell, kanadský fotograf (* 30. července 1914)
- 29. června – Vittorio Gassman, italský herec a režisér (* 1. září 1922)
- 1. července
  - Cub Koda, americký rockový zpěvák, kytarista skladatel (* 1. října 1948)
  - Walter Matthau, americký herec (* 1. října 1920)
- 3. července – John Hejduk, americký architekt (* 19. července 1929)
- 6. července – Władysław Szpilman, polský klavírista a hudební skladatel (* 5. prosince 1911)
- 8. července – FM-2030, Fereidoun M. Esfandiary, americko-íránský transhumanistický filozof a futurolog (* 15. října 1930)
- 11. července – Jaroslav Filip, slovenský hudebník, skladatel, humorista, dramaturg, herec (* 22. června 1949)
- 13. července – Jan Karski, polský odbojář (* 24. dubna 1914)
- 15. července – Juan Filloy, argentinský spisovatel (* 1. srpna 1894)
- 18. července – José Ángel Valente, španělský spisovatel (* 25. dubna 1929)
- 20. července – Alexis Vlasto, britský slavista (* 27. listopadu 1915)
- 24. července – Anatolij Firsov, sovětský hokejista (* 1. února 1941)
- 25. července – Julia Pirotte, polská fotoreportérka (* 1. ledna 1908)
- 4. srpna – Árpád Göncz, maďarský prezident, spisovatel, překladatel (* 10. února 1922)
- 5. srpna – Alec Guinness, anglický herec (* 2. dubna 1914)
- 7. srpna – Georges Matheron, francouzský matematik a geolog (* 2. prosince 1930)
- 9. srpna – John Harsanyi, americký ekonom, nositel Nobelovy ceny (* 29. května 1920)
- 12. srpna – Loretta Youngová, americká herečka (* 6. ledna 1913)
- 16. srpna – Belo Polla, slovenský historik, archeolog a archivář (* 12. dubna 1917)
- 22. srpna – Abulfaz Elčibej, prezident Ázerbájdžánu (* 24. června 1938)
- 25. srpna
  - Jack Nitzsche, americký hudebník, hudební producent a skladatel (* 22. dubna 1937)
  - Ivan Stambolić, srbský komunistický politik (* 5. listopadu 1936)
- 26. srpna – Alexander Žabka, slovenský geolog (* 4. června 1925)
- 28. srpna – Walter Gotschke, německý malíř (* 14. října 1912)
- 29. srpna – Conrad Marca-Relli, americký malíř (* 5. června 1913)
- 12. září – Stanley Turrentine, americký jazzový saxofonista (* 5. dubna 1934)
- 15. září – David Flusser, izraelský historik (* 15. září 1917)
- 17. září – Hester Burtonová, anglická spisovatelka (* 6. prosince 1913)
- 19. září – Milan Peťovský, slovenský kameraman a filmový režisér (* 11. ledna 1931)
- 20. září
  - Stanislav Stratiev, bulharský prozaik, dramatik a scenárista (* 9. září 1941)
  - German Titov, sovětský vojenský letec a kosmonaut (* 11. září 1935)
- 22. září – Jehuda Amichai, izraelsko-německý básník (* 3. května 1924)
- 28. září – Pierre Trudeau, kanadský ministerský předseda (* 18. října 1919)
- 1. října – Jiří Čepelák, český zoolog, entomolog a pedagog (* 21. dubna 1917)
- 2. října – Nikolaj Trofimovič Fedorenko, stálý zástupce SSSR při OSN (* 9. listopadu 1912)
- 4. října – Michael Smith, kanadský chemik, nositel Nobelovy ceny (* 26. dubna 1932)
- 5. října – Sonja Bullaty, americká fotografka českého původu (* 17. října 1923)
- 10. října – Sirimavo Bandaranaike, ministerská předsedkyně Srí Lanky (* 17. dubna 1916)
- 11. října – Pietro Palazzini, italský kardinál, Spravedlivý mezi národy (* 19. května 1912)
- 13. října – Gus Hall, předseda Komunistické strany Spojených států amerických (* 8. října 1910)
- 15. října
  - Tito Gómez, kubánský zpěvák (* 30. ledna 1920)
  - Konrad Bloch, americký biochemik, nositel Nobelovy ceny (* 21. ledna 1912)
- 30. října
  - Steve Allen, americký herec, spisovatel a hudební skladatel (* 26. prosince 1921)
  - Štefan Mašlonka, slovenský sportovní novinář a rozhlasový reportér (* 4. února 1920)
- 1. listopadu – Steven Runciman, britský historik (* 7. července 1903)
- 3. listopadu – Charles F. Hockett, americký jazykovědec (* 17. ledna 1916)
- 6. listopadu
  - Hilmar Pabel, německý fotograf a žurnalista (* 17. září 1910)
  - Lyon Sprague de Camp, americký spisovatel (* 27. listopadu 1907)
- 7. listopadu
  - Boris Vladimirovič Zachoder, ruský spisovatel dětské literatury, básník, scenárista (* 9. září 1918)
  - Ingrid Švédská, dánská královna (* 28. března 1910)
- 8. listopadu – Svetlana Radović, černohorská architektka (* 21. listopadu 1937)
- 10. listopadu – Jacques Chaban-Delmas, francouzský premiér (* 7. března 1915)
- 12. listopadu – Jacob Willem Cohen, holandský matematik (* 27. srpna 1923)
- 17. listopadu – Louis Néel, francouzský fyzik, nositel Nobelovy ceny (* 22. listopadu 1904)
- 20. listopadu – Vjačeslav Michajlovič Koťonočkin, ruský režisér a malíř (* 20. června 1927)
- 27. listopadu – Malcolm Bradbury, anglický spisovatel (* 7. září 1932)
- 30. listopadu – Arthur Troop, anglický policista (* 15. prosince 1914)
- 4. prosince
  - Manuel Puntillita Licea, kubánský zpěvák (* 4. prosince 1927)
  - Hans Carl Artmann, rakouský lyrik a prozaik (* 12. června 1921)
- 11. prosince – Nathaniel Richard Nash, americký dramatik (* 7. června 1913)
- 16. prosince – Witold Henryk Paryski, polský horolezec a historik (* 10. září 1909)
- 21. prosince – Stephen Mitchell, americký psychoanalytik (* 23. července 1946)
- 26. prosince – Jason Robards, americký herec (* 26. července 1922)
- 30. prosince – Bohdan Warchal, slovenský houslista a dirigent (* 27. ledna 1930)

## Hlavy států
Evropa:
- Albánie – Rexhep Mejdani
- Belgie – Albert II. Belgický
- Bělorusko – Alexander Lukašenko
- Bulharsko – Petar Stojanov
- Česko – Václav Havel
- Dánsko – Markéta II.
- Estonsko – Lennart Meri
- Finsko – Martti Ahtisaari
- Francie – Jacques Chirac
- Chorvatsko – Stjepan Mesić
- Irsko – Mary McAleeseová
- Island – Ólafur Ragnar Grímsson
- Itálie – Carlo Azeglio Ciampi
- Jugoslávie – Slobodan Milošević
- Lichtenštejnsko – Hans Adam II.
- Litva – Valdas Adamkus
- Lotyšsko – Vaira Vike-Freiberga
- Lucembursko – Jean I.
- Maďarsko – Árpád Göncz/Ferenc Mádl
- Makedonie – Boris Trajkovski
- Malta – Guido de Marco
- Moldavsko – Petru Lucinschi
- Monako – Rainier III.
- Německo – Johannes Rau
- Nizozemsko – Beatrix
- Norsko – Harald V.
- Polsko – Aleksander Kwaśniewski
- Portugalsko – Jorge Sampaio
- Rakousko – Thomas Klestil
- Rumunsko – Émile Constantinescu
- Rusko – Vladimir Putin
- Řecko – Konstantinos Stefanopulos
- Slovensko – Rudolf Schuster
- Slovinsko – Milan Kučan
- Španělsko – Juan Carlos I.
- Švédsko – Karel XVI. Gustav
- Švýcarsko – Adolf Ogi
- Ukrajina – Leonid Kučma
- Vatikán – Jan Pavel II.
- Velká Británie – Alžběta II.

Amerika:
- Argentina – Fernando de la Rua
- Brazílie – Fernando Henrique Cardoso
- Chile – Eduardo Frei Ruíz-Tagle
- Kolumbie – Andrés Pastrana Arango
- Kuba – Fidel Castro
- Mexiko – Ernesto Zedillo Ponce
- Peru – Alberto Fujimori
- Spojené státy americké – Bill Clinton
- Venezuela – Hugo Rafael Chávez Frías

Afrika:
- Alžírsko – Abdelazíz Buteflika
- Egypt – Muhammad Husní Mubarak
- Guinea – Lansana Conté
- Jihoafrická republika – Thabo Mbeki
- Demokratická republika Kongo – Laurent-Désiré Kabila
- Maroko – Mohammed VI.
- Mosambik – Joaquim Chissano
- Nigérie – Olusegun Obasanjo
- Somálsko – Abdiqasim Salad Hassan (formálně, reálně jen v malé části země)
- Tunisko – Adolf Ogi

Asie:
- Arménie – Robert Kočarjan
- Gruzie – Eduard Ševardnadze
- Čína – Ťiang Ce-min
- Indie – Kočeril Rámán Nárájanan
- Indonésie – Abdurrahnam Wahid
- Irák – Saddám Husajn
- Írán – Muhammad Chátamí
- Izrael – Ezer Weizman
- Japonsko – Akihito
- Jižní Korea – Kim Taë-džung
- Kypr – Glafkos Kleridis
- Pákistán – Muhammad Rafík Tarar
- Saúdská Arábie – Fahd ibn Abdul Azíz al-Saúd
- Tádžikistán – Emomali Rachmanov
- Turecko – Süleyman Demirel
- Turkmenistán – Saparmurat Nijazov
- Uzbekistán – Islom Karimov

Austrálie:
- Austrálie – John Howard
- Nový Zéland – Helen Clarková